# Teistane
Teistane est un récif norvégien du comté de Hordaland appartenant administrativement à Os.

## Description
Rocheux et à fleur d'eau, il s'étend sur environ 83 m de longueur pour une largeur approximative de 68 m. 